# GAZE International LGBT Film Festival Dublin
El GAZE International LGBT Film Festival Dublin (tipitzat com a GAZE i abans conegut com Dublin Lesbian and Gay Film Festival) és un festival de cinema anual que té lloc a Dublín, Irlanda cada cap de setmana festiu a finals de juliol i principis d'agost. Fundat el 1992, s'ha convertit en l'esdeveniment cinematogràfic LGBT més gran d'Irlanda i la reunió LGBT més gran del país, a part del Dublin Pride.

## Premissa
Els organitzadors de GAZE busquen cinema LGBT educatiu i entretingut que els membres de la comunitat gai de Dublín potser no han tingut l'oportunitat de veure en cap altre lloc.
El programa també inclou pel·lícules d'artistes gais que no contenen temes gais i pel·lícules que s'han inspirat o estan inspirades en artistes gais.

## Història
El festival va començar el 1992 com a Festival de Cinema Lèsbic i Gai, fundat per Yvonne O'Reilly i Kevin Sexton; es va celebrar al Irish Film Center.
Més de 3.500 persones van assistir el 2006, l'últim any abans del canvi de marca com a GAZE.
El Dublin Lesbian and Gay Film Festival fou reanomenat GAZE el2007. Més de 4.000 persones van assistir al festival de 2007, el 15è.
El 2007, el festival va fitxar com a nou director Michele Devlin, la programadora del Festival de Cinema de Belfast. Una versió actualitzada d' "El retrat de Dorian Gray" d'Oscar Wilde, amb la història ambientada a Nova York als anys 80, va ser un dels moments més destacats del programa.
L'esdeveniment de 2008, el 16è, va durar del 31 de juliol al 4 d'agost i va incloure projeccions al Project Arts Center de Dublín i a la Winding Stair, juntament amb la seva seu habitual, l'Irish Film Institute.
GAZE 2009, el 17è festival, va tenir lloc durant cinc anys. dies al Light House Cinema de Smithfield del 30 de juliol al 3 d'agost. Un remake d'HBO del documental clàssic Grey Gardens, protagonitzat per Drew Barrymore i Jessica Lange, va rebre la seva estrena europea quan va obrir el festival el 30 de juliol. A l'esdeveniment es van presentar més de seixanta-set pel·lícules, incloent estrenes, documentals i curtmetratges.
El programa del 23è GAZE fou anunciat el 25 de juliol de 2015, amb projeccions del 30 de juliol al 3 d'agost al Light House Cinema.
L'any 2017, el Gaze Film Festival va celebrar el seu 25è any compartint pel·lícules, documentals i curtmetratges sobre la comunitat LGBTQ, que va tenir lloc al Light House Cinema del 3 al 7 d'agost. El festival va començar amb l'estrena mundial del documental 34th: The Story of Marriage Equality in Ireland, que explica la lluita i l'assoliment d'un quart de segle per una transformació en la relació de la societat irlandesa amb els seus membres LGBT, en la qual va participar la comunitat LGBT, inclòs GAZE, i que va culminar amb el referèndum de matrimoni irlandès de 2015. S'esperava que gairebé 12.000 persones assistíssin a l'esdeveniment del festival de 2017. L'antiga presidenta Mary McAleese va assistir i va parlar a l'esdeveniment.
El Gaze Film Festival 2018 va tenir lloc del 2 al 6 d'agost al Light House Cinema i va incloure un programa paralel, Gaze on Tour, que promocionava produccions irlandeses.

## Organització
El festival és recopilat i supervisat per un programador o director, responsable davant d'una junta voluntària i amb el suport d'una sèrie de voluntaris. Els principals patrocinadors són el Consell de Dublín, l'Arts Council of Ireland i Accenture.